# Stemodia
Stemodia é um género botânico pertencente à família Plantaginaceae. Tradicionalmente este gênero era classificado na família das Scrophulariaceae.

## Sinonímia
Morgania R. Br.

## Espécies
Composto por 127 espécies:
Stemodia ageratifolia Stemodia alanta Stemodia angulata
Stemodia aquatica Stemodia arenaria Stemodia arizonica
Stemodia arvensis Stemodia azurea Stemodia balsamea
Stemodia bartsioides Stemodia berteroana Stemodia bissei
Stemodia bodinieri Stemodia camphorata Stemodia capitata
Stemodia caerulea Stemodia ceratophylloides Stemodia chiapensis
Stemodia chilensis Stemodia chodati Stemodia cimicina
Stemodia coahuilensis Stemodia coromandelina Stemodia coerulea
Stemodia costaricensis Stemodia crenatifolia Stemodia damaziana
Stemodia debilis Stemodia diffusa Stemodia durantifolia
Stemodia ehrenbergiana Stemodia erecta Stemodia ericifolia
Stemodia flaccida Stemodia floribunda Stemodia florulenta
Stemodia foliosa Stemodia fruticosa Stemodia fruticulosa
Stemodia glabella Stemodia glabra Stemodia glauca
Stemodia grandiflora Stemodia gratiolaefolia Stemodia gratioloides
Stemodia grossa Stemodia harleyi Stemodia hassleriana
Stemodia heterophylla Stemodia hirsuta Stemodia hondurensis
Stemodia humilis Stemodia hypericifolia Stemodia hyptoides
Stemodia jorullensis Stemodia kingii Stemodia lanata
Stemodia lanceolata Stemodia lathraia Stemodia latifolia
Stemodia linearifolia Stemodia linophylla Stemodia littoralis
Stemodia lobata Stemodia lobelioides Stemodia lutea
Stemodia lythrifolia Stemodia macrantha Stemodia macrostachya
Stemodia macrotricha Stemodia marítima Stemodia menthastrum
Stemodia micrantha Stemodia microphylla Stemodia minuta
Stemodia morgania Stemodia multifida Stemodia muraria
Stemodia mutisii Stemodia neglecta Stemodia odoratissima
Stemodia orbiculata Stemodia palmeri Stemodia palustris
Stemodia parviflora Stemodia pedicellaris Stemodia peduncularis
Stemodia philippensis Stemodia pilcomayensis Stemodia piurensis
Stemodia polystachya Stemodia pratensis Stemodia pubescens
Stemodia punctata Stemodia purpusii Stemodia pusilla
Stemodia radicans Stemodia reliquiarum Stemodia repens
Stemodia ruderalis Stemodia schottii Stemodia scoparioides
Stemodia senegalensis Stemodia serrata Stemodia sessiliflora
Stemodia sessilis Stemodia siliquosa Stemodia stellata
Stemodia stricta Stemodia subhastata Stemodia suffruticosa
Stemodia surinamensis Stemodia tenera Stemodia tenuiflora
Stemodia tenuifolia Stemodia tephropelina Stemodia tetragona
Stemodia tomentosa Stemodia trifoliata Stemodia veronicoide
Stemodia trifoliata Stemodia veronicoides Stemodia verticillaris
Stemodia verticillata Stemodia villosa Stemodia viscosa
Stemodia xorullensis

## Nome e referências
Stemodia [Lineu]